# Karacabeyhäst
Karacabeyhästen var en hästras från Turkiet som dog ut under slutet av 1900-talet. Den var en lätt och sportig häst som mest användes till ridning. Under mitten av 1900-talet skickades en Karacabeyhäst som gåva till drottningen i England där den till slut kom att bli en utmärkande poloponny.

## Historia
Utvecklingen av Karacabeyhästen började under 1920-talet när Turkiet blivit en självständig stat. Man avlade utmärkta ridhästar vid Karacabeystuteriet som gav rasen dess namn. Utvecklingen av Karacabeyhästarna skedde med hjälp av arabiska fullblod som avlats i Turkiet specifikt för kapplöpningar. Dessa korsades med inhemska Anadoluponnyer och importerade Noniushästar från Ungern.
Man utvecklade även en större variant som kallades Karacabey-Nonius som innehöll mer blod från Noniushästarna och som användes som vagnshästar men aveln av dessa avslutades helt under 1970-talet. Ungefär samtidigt började man importera högklassiga hopphästar från Tyskland och Frankrike och Karacabeyhästen blev näst intill bortglömd. Myndigheterna bestämde till och med att rasen numera var onödig och 1980 stängde Karacabeystuteriet ner aveln för Karacabeyhästen för att istället inrikta sig på avel av arabiska fullblod och Haflingerhästar. Ca 3000 karacabeyhästar såldes av på auktion. Karacabeyhästarna försvann som ras då köparna av hästarna oftast korsade dem med andra raser för att få fram lämpliga arbetshästar, snarare än ridhästar.
Dock ökade plötsligt efterfrågan på sporthästar i hela världen när ridsport blev mer och mer populärt och myndigheterna fick nu ångra sitt beslut. Idag finns inga Karacabeyhästar kvar då de sista exemplaren dog ut under slutet av 1980-talet.

## Egenskaper
Karacabeyhästen var en lätt ridhäst som visade tydliga influenser från araben. Huvudet var väl proportionerligt med rak nosprofil och en lätt böjd nacke. Ryggen var rak och benen starka med välskapta leder. Hästarna var väl kända för sina hoppförmågor men användes även som packhäst och för lätt jordbruk.
Den större Noniusvarianten som dog ut tidigare och var kraftigare och större och användes främst som vangshäst, men även de hade talang för hoppning.